# (36001) 1999 ND23
1999 ND23 (asteroide 36001) é um asteroide da cintura principal. Possui uma excentricidade de 0.13578080 e uma inclinação de 10.41155º.
Este asteroide foi descoberto no dia 14 de julho de 1999 por LINEAR em Socorro.